# O Valadouro
O Valadouro település Spanyolországban, Lugo tartományban. O Valadouro Muras, Ourol, Viveiro, Xove, Cervo, Foz, Alfoz és Abadín községekkel határos. Lakosainak száma 1906 fő (2024).

## Népesség
A település népessége az elmúlt években az alábbi módon változott:
| Lakosok száma | 2398 | 2305 | 2227 | 2209 | 2123 | 2069 | 2002 | 1991 | 1938 | 1906 |
|               | 2001 | 2004 | 2007 | 2009 | 2012 | 2014 | 2017 | 2019 | 2022 | 2024 |